# Grammoplites suppositus
Grammoplites suppositus is een straalvinnige vissensoort uit de familie van de platkopvissen (Platycephalidae). De wetenschappelijke naam van de soort is voor het eerst geldig gepubliceerd in 1840 door Troschel.